# Бьютт (Аляска)
Бьютт (англ. Butte) — статистически обособленная местность в боро Матануска-Суситна, штат Аляска, США. Входит в зону переписи населения Анкориджа. В местности находится Муниципальный аэропорт Бьютт.

## География
Бьютт находится на между реками Кник и Матануска в 68 километрах от Анкориджа. Согласно Бюро переписи населения США площадь статистически обособленной местности составляет 106,3 км², из них 1,9 км² (1,8 %) — открытые водные пространства. Бьютт граничит с обособленными местностями Лэзи-Маунтин, Кник-Ривер и городом Палмер.

## История
Через местность Бьютта проходил маршрут Атабаских индейцев танаина от озера Эклутна до рек Кник, Матануска и Коппер. Согласно Джеймсу Кари существовало большое поселение Танаина под названием «Хатнаунат’и» (Hutnaynut’i) на месте современного Бьютта.
Первая ферма на местности появилась в 1917 году. В 1935 году в рамках нового курса Рузвельта в Бьютте было проложено 25 дорог. В 40-х годах были открыты лесопильные заводы и завод по производству бетонных плит.

## Население
По данным переписи 2010 года население Бьютт составляло 3246 человек (из них 50,7 % мужчин и 49,3 % женщин), 1205 домашних хозяйств и 869 семей. Расовый состав: белые — 90,4 %, афроамериканцы — 0,3 %, коренные американцы — 4,3 %, азиаты — 0,6 и представители двух и более рас — 4 %.
Из 1205 домашних хозяйств 72,1 % представляли собой совместно проживающие супружеские пары (29,5 % с детьми младше 18 лет), 27,9 % не имели семьи.
В среднем домашнее хозяйство ведут 2,69 человек, а средний размер семьи — 3,12 человека. Доля лиц старше 65 лет — 5,2 %. Средний возраст населения — 40,1 лет. Средний доход на семью составлял $86250, на домашнее хозяйство — $78750.

## Климат
| Показатель                       | Янв.  | Фев.  | Март | Апр. | Май  | Июнь | Июль | Авг. | Сен. | Окт. | Нояб. | Дек.  | Год   |
| -------------------------------- | ----- | ----- | ---- | ---- | ---- | ---- | ---- | ---- | ---- | ---- | ----- | ----- | ----- |
| Средний суточный максимум, °C    | −6,2  | −2,9  | 1,9  | 8,5  | 15,5 | 19,1 | 20,3 | 18,6 | 13,5 | 5,6  | −2,7  | −4,8  | 7,2   |
| Средняя температура, °C          | −11   | −8    | −3,6 | 2,8  | 8,7  | 12,9 | 14,9 | 12,8 | 8,3  | 0,7  | −7,3  | −9,4  | 1,8   |
| Средний суточный минимум, °C     | −15,8 | −13,1 | −9,2 | −2,8 | 1,9  | 6,7  | 9,4  | 6,9  | 3,2  | −4,3 | −12,1 | −14,1 | −3,6  |
| Норма осадков, мм                | 27,9  | 25,4  | 25,4 | 7,6  | 25,4 | 35,6 | 55,9 | 96,5 | 73,7 | 53,3 | 35,6  | 30,5  | 492,8 |
| Среднее число дней с заморозками | 31    | 27,3  | 30   | 25,3 | 8    | 0,5  | 0    | 0    | 4,1  | 25,1 | 29,2  | 30,3  | 210,8 |
| Источник: Погода и климат        |       |       |      |      |      |      |      |      |      |      |       |       |       |